# Robbie Robertson
Robbie Robertson, született: Jaime Royal Robertson (Toronto, 1943. július 5. – Los Angeles, 2023. augusztus 9.) kanadai zenész, dalszerző, producer. színész. A The Band rockegyüttes gitárosa és zeneszerzője.

## Élete
Az 1950-es évek végén különböző zenekarokban játszott Torontóban és környékén.
A The Band tagjaival együtt, bekerült a "Canadian Music Hall of Fame" (1989) és a "Rock and Roll Hall of Fame" (1994). És bekerült a "Canada's Walk of Fame"szólistaként (2003) és a "The Band" tagjaként (2014) volt.
2011-ben az 59. helyen áll a Rolling Stone magazin 100 legjobb gitáros listáján.
Robertson 2023. augusztus 9-én halt meg Los Angelesben, 80 éves korában, egy évig tartó prosztatarákos betegség után.

## Albumai
- 1976: Beautiful Noise, Neil Diamond (producerként)
- 1987: Robbie Robertson[4]
- 1991: Storyville
- 1994: Music for the Native Americans
- 1998: Contact from the Underworld of Red Boy
- 2011: How to Become Clairvoyant
- 2019: Sinematic

## Filmográfia (válogatás)
- 1980: Carny
- 1986: A pénz színe (The Color of Money)
- 1994: Jimmy Hollywood
- 2010: Viharsziget (Shutter Island)
- 2019: Az ír (The Irishman)
- 2023: Megfojtott virágok (Killers of the Flower Moon)